# Bryanne Stewart
Bryanne Stewart (ur. 9 grudnia 1979 w Sydney) – australijska tenisistka.

## Kariera tenisowa
Stewart to zawodniczka praworęczna. Od roku 1998 występowała w gronie seniorek. Dwukrotnie triumfowała w turniejach deblowych WTA i jedenastokrotnie w zawodach rangi ITF. Triumfowała w 2005 roku w Sydney i Amelia Island w parze z Samanthą Stosur. Jej najlepsze osiągnięcie w zawodach wielkoszlemowych w grze pojedynczej to trzecia runda Australian Open 2000.
Pierwsze zawodowe zwycięstwo singlowe odniosła nad Maríą Vento-Kabchi w pierwszej rundzie wielkoszlemowego turnieju w Melbourne w 2000 roku. Pokonała Wenezuelkę 7:5, 6:3. Następnie ograła Emmanuelle Gagliardi, by ostatecznie ulec Arantxie Sánchez Vicario. Do końca sezonu tylko raz na piętnaście startów w kwalifikacjach dostała się do turnieju głównego, miało to miejsce w Szanghaju.
W 2001 zagrała w Australian Open i Stanford, kilkakrotnie przegrywając w kwalifikacjach. Rok później oprócz występu w Melbourne dostała się też do głównej drabinki turnieju w Canberze. Zaczęła odnosić dobre wyniki w grze podwójnej, a w roku 2002 był to przede wszystkim półfinał na Hawajach z Aliną Żydkową.
W 2003 roku osiągnęła pierwszy w karierze zawodowy finał gry podwójnej, w Memphis u boku Żydkowej. W kolejnym sezonie z tą zawodniczką była w półfinale debla w Vancouver oraz w półfinale w Tokio z Samanthą Stosur.
W niecodzienny sposób Steward i Stosur odniosły zwycięstwo deblowe w Sydney w 2005 roku. Pokonały najwyżej rozstawioną parę Stubbs–Raymond, po czym w półfinałach i finale ich rywalki skreczowały (problemy zdrowotne Marii Kirilenko i Jeleny Diemientjewej). Dostała się do pierwszej dwudziestki deblowego rankingu kobiet. Odnotowała też kilka osiągnięć na kortach trawiastych, m.in. półfinały w Birmingham i na Wimbledonie (obydwa ze Stosur). Trzykrotnie odpadła w kwalifikacjach do turniejów singlowych.
Sezon 2006 nie należał do najlepszych; jej największy sukces to deblowy półfinał w Strasburgu razem z Jarmilą Gajdošovą oraz ten sam sukces w Portorožu. Na turnieju w Amelie Island grała najdłuższy tie-break w historii, zakończony wynikiem 22:20. Był to mecz deblowy pierwszej rundy. Stewart grała w parze z Nicole Pratt przeciwko Corinie Morariu i Rennae Stubbs. We French Open 2006 wystąpiła w turnieju mikstowym w parze z Marcinem Matkowskim.
W lutym 2007 roku wygrała turniej deblistek w Memphis, razem z Nicole Pratt.

## Wygrane turnieje

### gra podwójna (3)
| Lp. | Data | Turniej       | Partnerka       | Finalistki                         | Wynik          |
| 1.  | 2005 | Sydney        | Samantha Stosur | Jelena Diemientjewa / Ai Sugiyama  | walkower       |
| 2.  | 2005 | Amelia Island | Samantha Stosur | Květa Peschke / Patty Schnyder     | 6:4, 6:2       |
| 3.  | 2007 | Memphis       | Nicole Pratt    | Jarmila Gajdošová / Akiko Morigami | 7:5, 4:6, 10–5 |